# P. Mobil-diszkográfia
A P. Mobil együttes hanghordozóinak és videókiadványainak listája.

## Stúdióalbumok
| Év   | Cím                             | Formátum | Énekes                                    | Megjegyzés |
| ---- | ------------------------------- | -------- | ----------------------------------------- | --- |
| 1981 | Mobilizmo                       | LP / MC  | Tunyogi Péter                             | |
| 1983 | Heavy Medal                     | LP / MC  | Tunyogi Péter                             | |
| 1984 | Honfoglalás                     | LP / MC  | Tunyogi Péter Kékesi László Vikidál Gyula | A címadó dal egyes tételeiben Bencsik Sándor gitározik és Vikidál Gyula énekel, az „Utolsó cigaretta + Carol” pedig 1983-as koncertfelvétel, Budai Ifjúsági Park. |
| 1994 | Ez az élet, Babolcsai néni!     | CD / MC  | Tunyogi Péter                             | Eredetileg 1985-ben készült volna, de az együttes leállása miatt nem vették fel. A végleges anyag mintegy felében egyezik a korábban tervezettel.                 |
| 1998 | Kutyából szalonna               | CD / MC  | Rudán Joe                                 | Bónusz felvételeket tartalmaz Deák Bill Gyula énekével – a tervezett Kutyából szalonna film dalait.                                                               |
| 2009 | Mobileum                        | CD / mp3 | Baranyi László                            | A Rockinform CD-mellékleteként jelent meg bónusz dalokkal. |
| 2014 | Farkasok völgye, Kárpát-medence | CD / mp3 | Baranyi László                            | |
| 2017 | Csoda történt!                  | CD / LP  | Baranyi László                            | Kétrészes zenei anyag első CD-je |
| 2023 | Nyugodjál meg                   |          | Baranyi László                            | |

## Koncertalbumok
| Év   | Cím                              | Formátum       | Énekes                                                       | Koncert                                                  | Megjegyzés |
| ---- | -------------------------------- | -------------- | ------------------------------------------------------------ | -------------------------------------------------------- | --- |
| 1994 | Worst of P. Mobil                | 2MC / CD       | Tunyogi Péter Kékesi László                                  | 1994, Fradi-pálya                                        | A CD kiadás 6 dallal rövidebb. |
| 1995 | Rest of P. Mobil                 | CD / MC        | Tunyogi Péter Kékesi László                                  | 1994, Fradi-pálya                                        | Felkerültek korábban kiadatlan dalok 1995-ös stúdiófelvételei is (alákevert közönségzajjal), amelyeken Póta András dobol. A CD kiadás 6 dallal hosszabb. |
| 1998 | Az „első” nagylemez '78          | CD / MC        | Vikidál Gyula Kékesi László                                  | 1978, Láng Művelődési Központ                            | 2018-ban újra megjelent, majd 2023-ban újra, digitálisan feljavított hanggal                                                                             |
| 2003 | Fekete bárányok                  | CD + DVD       | Tunyogi Péter Kékesi László                                  | 1980, Hajógyári sziget                                   | Dokumentumfilmmel kiegészítve. |
| 2004 | Magyar fal                       | 2 CD + DVD     | Tunyogi Péter Kékesi László                                  | 1983, Budai Ifjúsági Park                                | Koncert-dokumentumfilmmel kiegészítve. A 2 CD és DVD változat koncertműsora eltérő.                                                                      |
| 2012 | Kopaszkutya koncert              | CD             | Tunyogi Péter Kékesi László                                  | 1981, Szolnok Sportcsarnok                               | A HBB-vel közös koncertfelvétel, a Rockinform mellékleteként jelent meg.                                                                                 |
| 2012 | Miskolci kocsonya                | 2 CD           | Baranyi László Tarnai Dániel Szebelédi Zsolt Schuster Lóránt | 2010-2011, Diósgyői Vár 2012, Miskolc Kocsonya Fesztivál | Dupla koncertalbum három miskolci koncert anyagából összeállítva, letölthető bónusz CD-vel.                                                              |
| 2012 | Miskolci kocsonya – Harmadik tál | mp3 / wav / CD | Baranyi László Tarnai Dániel Szebelédi Zsolt Schuster Lóránt | 2010-2011, Diósgyői Vár                                  | A Miskolci kocsonya című dupla koncertalbum bónusz korongja, alternatív koncertfelvételekkel.                                                            |
|      | Színe-java 2 – Java              | CD             | Baranyi László Schuster Lóránt                               | 2012, Budapest Kossuth tér                               | előkészületben |

## Válogatások
| Év   | Cím         | Formátum    | Énekes                      | Megjegyzés |
| ---- | ----------- | ----------- | --------------------------- | --- |
| 1993 | Stage Power | 2 MC / 2 CD | Tunyogi Péter Kékesi László | Az első három album anyaga – két dal eltérő változatban: az Újhaza című tételt Vikidál Gyula helyett Tunyogi Péter énekli, illetve a Pokolba tartó vonat végéről lekeverték Donászy Tibor dobszólóját. |

## Újra felvett anyagok
| Év   | Cím                              | Formátum     | Énekes                                      | Megjegyzés |
| ---- | -------------------------------- | ------------ | ------------------------------------------- | --- |
| 1995 | Honfoglalás – szimfonikus verzió | CD / MC / LP | Tunyogi Péter Kékesi László Sebestyén Márta | Az Állami Hangversenyzenekarral újra-felvett változat. 2016-ban megjelent bakelitlemezen is.                     |
| 1996 | Honfoglalás '96 – rockverzió     | CD           | Tunyogi Péter Kékesi László                 | Újra-felvett változat + Transsylvania eredeti szöveggel. A Múlt idő 1985-2007 anyagon teljes egészében szerepel. |
| 1999 | Színe-java 1. – Színe            | CD / MC      | Rudán Joe Vikidál Gyula Schuster Lóránt     | Újra-felvett változatok, Hammond-orgona nélküli hangszereléssel.                                                 |

## Kislemezek
| Év   | A-oldal                     | B-oldal            | Formátum       | Énekes                          | Felvétel                                                | Megjegyzés |
| ---- | --------------------------- | ------------------ | -------------- | ------------------------------- | ------------------------------------------------------- | --- |
| 1978 | Kétforintos dal             | Menj tovább        | SP             | Vikidál Gyula                   | stúdió                                                  | Bónuszként felkerült a Mobilizmo CD kiadására.                                                                  |
| 1979 | Forma I.                    | Utolsó cigaretta   | SP             | Vikidál Gyula                   | koncert, 1978, Láng Művelődési Központ                  | Bónuszként felkerült a Heavy Medal CD kiadására, valamint Az „első” nagylemez '78 albumon is hallhatók a dalok. |
| 1980 | Miskolc                     | Csizma az asztalon | SP             | Tunyogi Péter                   | koncert, 1979, Budai Ifjúsági Park (A) stúdió, 1980 (B) | Bónuszként felkerült a Honfoglalás album CD-kiadására.                                                          |
| 2009 | Fegyvert veszek             | -                  | mp3 / promo CD | Baranyi László                  | stúdió, 2008                                            | Németh Gáborral, a Mobileum albumon eltérő változat szerepel.                                                   |
| 2009 | Gyöngyök és disznók         | -                  | mp3 / promo CD | Baranyi László                  | stúdió, 2009                                            | Bónuszként felkerült a Mobileum+-ra.                                                                            |
| 2018 | Veletek                     |                    | mp3 / CD       | Baranyi László, Szebelédi Zsolt | stúdió, 2018 élő, 2017                                  | |
| 2021 | Oly távol, messze van hazám |                    | mp3            | Baranyi László                  | stúdió, 2021                                            | Bónuszként felkerült az És: vinyl-kiadására.                                                                    |
| 2021 | Kell a pénz lóvéra          |                    | mp3            | Baranyi László                  | stúdió, 2021                                            | |
| 2021 | Nagyon nagy a baj           |                    | mp3            | Baranyi László                  | stúdió, 2021                                            | |

## Egyéb audio-kiadványok
| Év   | Cím                                                      | Formátum       | Énekes                                                   | Megjegyzés |
| ---- | -------------------------------------------------------- | -------------- | -------------------------------------------------------- | --- |
| 1995 | A zöld, a bíbor és a fekete – Bencsik Sándor-emléklemez  | CD / MC        | Deák Bill Gyula Tunyogi Péter Varga Miklós Vikidál Gyula | Válogatás, két dalban hallható a P. Mobil – az egyik a Csillag leszel 1980-as stúdiófelvétele, alákevert közönségzajjal, a másik a címadó dal új felvétele a négy énekessel. |
| 2000 | 8. Gastroblues Fesztivál                                 | CD             | Rudán Joe                                                | Koncertválogatás, a Honfoglalás I. tétele, az Őshaza szerepel rajta Fogarasi János billentyűssel. |
| 2001 | Radics Béla-emlékkoncert                                 | CD / MC        | Rudán Joe Deák Bill Gyula Varga Miklós Schuster Lóránt   | 2001-es koncertfelvétel, több zenekar is játszott, köztük a P. Mobil – valamint az egyéb előadók között is volt Mobil-tag. |
| 2002 | Magyar betiltva – A Nemzeti Dal Ünnepe – Fehér Karácsony | CD             | Rudán Joe                                                | Válogatás, két P. Mobil-dal szerepel rajta – mindkettő remake. |
| 2003 | Múlt idő 1973–1984                                       | CD             | Losó László Szegváry Gábor Vikidál Gyula Tunyogi Péter   | Demó- és koncertfelvételek, az Örökmozgó lettem… című P. Mobil-könyv 1. CD-melléklete. |
| 2009 | Múlt idő 1985–2007                                       | mp3 / promo CD | Tunyogi Péter Kékesi László Rudán Joe Deák Bill Gyula    | A Honfoglalás '96 – rockverzió + demó- és koncertfelvételek, az Örökmozgó lettem… című P. Mobil könyv 2. CD-melléklete. |
| 2010 | P. Mobil – Vikidál-évek                                  | kiadatlan      | Vikidál Gyula                                            | A régi zenekari tagok ellenállása miatt elkészült, de letiltása miatt nem adták ki. Tartalma lett volna 3 CD-n "Az első nagylemez", a "Maradj velünk, Gyula!" koncert, és kiadatlan ritkaságok. Az 1976-1979 lemezen egy része megjelenhetett.                                                  |
| 2010 | P. Mobil – Tunyogi-évek                                  | kiadatlan      | Tunyogi Péter                                            | A régi zenekari tagok ellenállása miatt elkészült, de letiltása miatt nem adták ki. Tartalma lett volna 3 CD-n a Honfoglalás kétféle változata, a Magyar Fal koncert, és ritkaságok. Az 1979-1996 lemezen egy része megjelenhetett.                                                             |
| 2010 | P. Mobil – Rudán-évek                                    | kiadatlan      | Rudán Joe                                                | A régi zenekari tagok ellenállása miatt elkészült, de letiltása miatt nem adták ki. Tartalma lett volna 3 CD-n a Kutyából szalonna lemez, az 1999-es 30 év Rock and Roll koncert, és a Színe-java 1. kibővített változata. Az 1997-2007 lemezén helyet kaphatott a 30 év Rock and Roll-koncert. |
| 2015 | P. Mobil 1976-1979 (Nagylemez nélkül)                    | CD             | Vikidál Gyula                                            | Háromlemezes gyűjtemény, az első kettőn az 1976-1979 közötti évek koncert- illetve demófelvételei hallhatóak, a harmadikon pedig Vikidál Gyula utolsó koncertje. |
| 2016 | P. Mobil 1979-1996                                       | CD             | Tunyogi Péter                                            | Háromlemezes gyűjtemény, az első kettőn a Magyar Fal koncertfelvétele, a harmadikon Tunyogi Péter utolsó Mobilos koncertje |
| 2016 | P. Mobil 1997-2007                                       | CD             | Rudán Joe                                                | Háromlemezes gyűjtemény, az első kettőn a 2002-es Vesszen a világ-koncerttel, a harmadikon az 1999-es 30 év Rock and Roll-koncerttel. |
| 2016 | P. Mobil 2008-2016                                       | CD             | Baranyi László                                           | Háromlemezes gyűjtemény, előkészületben. Része a "Miskolci kocsonya" dupla CD is. |
| 2019 | És?                                                      | CD, LP         | Baranyi László, Schuster Lóránt                          | Klasszikus magyar zenekarok slágereinek feldolgozásai szerepelnek rajta, bakelitkiadásán bónuszdallal |

## Újra kiadott albumok
| Év   | Cím                                                             | Formátum | Énekes                                      | Bónusz                                                                                 |
| ---- | --------------------------------------------------------------- | -------- | ------------------------------------------- | -------------------------------------------------------------------------------------- |
| 2002 | Honfoglalás – szimfonikus verzió + Honfoglalás '96 – rockverzió | CD+DVD   | Tunyogi Péter Kékesi László Sebestyén Márta | 1978-as Honfoglalás koncertfelvétel, koncertfilm                                       |
| 2002 | Worst Of P. Mobil                                               | CD       | Tunyogi Péter Kékesi László                 | A király, A Főnix éjszakája                                                            |
| 2002 | Rest Of P. Mobil                                                | CD       | Tunyogi Péter Kékesi László                 |                                                                                        |
| 2003 | Mobilizmo                                                       | CD / MC  | Tunyogi Péter                               | kislemezdalok, demófelvételek                                                          |
| 2003 | Heavy Medal                                                     | CD / MC  | Tunyogi Péter                               | kislemezdalok, demófelvételek                                                          |
| 2003 | Honfoglalás                                                     | CD / MC  | Tunyogi Péter Kékesi László Vikidál Gyula   | kislemezdalok, demófelvételek                                                          |
| 2009 | Honfoglalás '96 – rockverzió + Honfoglalás – szimfonikus verzió | CD       | Tunyogi Péter Kékesi László Sebestyén Márta | 1983-as Honfoglalás koncertfelvétel                                                    |
| 2009 | Kutyából szalonna                                               | CD       | Rudán Joe                                   | további felvételek Deák Bill Gyula énekével – a tervezett Kutyából szalonna film dalai |
| 2009 | Az „első” nagylemez '78                                         | CD       | Vikidál Gyula Kékesi László                 | demófelvételek                                                                         |
| 2009 | Mobileum plusz                                                  | CD       | Baranyi László                              | további bónusz single-felvételek                                                       |
| 2011 | Mobileum plusz Special                                          | mp3      | Baranyi László                              | további bónusz koncert-felvételek                                                      |
| 2012 | Mobileum plusz Special                                          | CD       | Baranyi László                              | további bónusz koncert-felvételek                                                      |
| 2018 | Az "első" nagylemez '78                                         | CD/LP    | Vikidál Gyula Kékesi László                 |                                                                                        |
| 2019 | Ez az élet, Babolcsai néni!                                     | CD/LP    | Tunyogi Péter                               | digitálisan remasterelt kiadvány                                                       |
| 2023 | Mobilizmo                                                       | CD       | Tunyogi Péter                               | digitálisan remasterelt kiadvány, bónusz CD-vel                                        |
| 2023 | Heavy Medál                                                     | CD       | Tunyogi Péter                               | digitálisan remasterelt kiadvány, bónusz CD-vel                                        |
| 2023 | Honfoglalás                                                     | CD       | Tunyogi Péter Vikidál Gyula Kékesi László   | digitálisan remasterelt kiadvány, bónusz CD-vel                                        |
| 2023 | Az "első" nagylemez '78                                         | LP       | Vikidál Gyula Kékesi László                 | digitálisan remasterelt                                                                |

## Letölthető anyagok
Ezeket a felvételeket a P. Mobil hivatalos honlapján tették közé, rendszeresen húsvéti vagy karácsonyi ajándékként, meghatározott ideig. Többségük soha nem került kereskedelmi forgalomba.
| Hozzáférés                           | Cím/anyag                                                       | Formátum  | Énekes                                                 | Megjegyzés                                                                                        |
| ------------------------------------ | --------------------------------------------------------------- | --------- | ------------------------------------------------------ | ------------------------------------------------------------------------------------------------- |
| 2002. december 23. – 2003. január 1. | Színe-java 1. Színe                                             | mp3       | Rudán Joe Vikidál Gyula Schuster Lóránt                | Megegyezik a CD anyagával.                                                                        |
| 2003. április 17–23.                 | Kutyából szalonna                                               | mp3       | Rudán Joe Deák Bill Gyula                              | Megegyezik az első CD-kiadás anyagával.                                                           |
| 2003. december 23. – 2004. január 4. | Áramszünet                                                      | mp3       | Rudán Joe                                              | koncertfelvétel, 2001. május 4., Metro Klub                                                       |
| 2004. április 10-15.                 | Gyere vissza, Gyula!                                            | mp3       | Vikidál Gyula                                          | 1979. május 1., Budai Ifjúsági Park, a Vikidál kilépése előtti utolsó koncert felvétele           |
| 2004. december 22. – 2005. január 9. | …vagy hajlik, vagy törik…                                       | mp3       | Tunyogi Péter                                          | 1980. szeptember 15., Ajka, a Bencsik és Cserháti kilépése előtti utolsó koncert felvétele        |
| 2005 húsvét                          | Krónikásének Zeneiskola: Honfoglalás Testimony: Főnix éjszakája | mp3       |                                                        | P. Mobil-feldolgozások                                                                            |
| 2005. december 23. – 2006. január 2. | P. Box 1983. szeptember 20. Budai Ifjúsági Park                 | mp3       | Vikidál Gyula                                          | Cserháti István emlékére.                                                                         |
| 2006. április 14-18.                 | Rocklegendák                                                    | mp3       | Rudán Joe                                              | 2005. május 27., Petőfi Csarnok, Rock és Blues Legendák koncertfelvétel                           |
| 2006. december 22. – 2007. január 2. | Wigwam Klub 1998. 12. 27.                                       | mp3       | Rudán Joe                                              | koncertfelvétel                                                                                   |
| 2006. december 22. – 2007. január 2. | Miskolc 2003                                                    | wmv       |                                                        | dokumentumfilm                                                                                    |
| 2007. április 5-11.                  | Rocklegendák                                                    | wmv       | Rudán Joe Tunyogi Péter                                | koncertvideó, 2007. február 3., Papp László Budapest Sportaréna, Rockaréna fesztivál              |
| 2007. április 5-11.                  | 1982. február 14. KEK                                           | mp3       | Tunyogi Péter                                          | koncertfelvétel                                                                                   |
| 2007. december 22. – 2008. január 2. | Vesszen a világ!                                                | mp3       | Rudán Joe                                              | koncertfelvétel, 2002. június 14., Petőfi Csarnok                                                 |
| 2008. március 21-31.                 | Werkfilm 1994 Fradi-pálya                                       | wmv       |                                                        | 1994. június 11., a koncert előtt készült felvétel                                                |
| 2008. karácsonytól                   | Fegyvert veszek                                                 | mp3       | Baranyi László                                         | Később felkerült a Mobileum plusz albumra bónuszként.                                             |
| 2009. húsvéttól                      | Múlt idő 1973-1984                                              | mp3       | Losó László Szegváry Gábor Vikidál Gyula Tunyogi Péter | Az Örökmozgó lettem… könyv 1. CD-melléklete.                                                      |
| 2009. húsvéttól                      | Múlt idő 1985-2007                                              | mp3       | Tunyogi Péter Kékesi László Rudán Joe Deák Bill Gyula  | Az Örökmozgó lettem… könyv 2. CD-melléklete.                                                      |
| 2009. december 18. – 2010. január 4. | 1982. 08. 20. Tatabánya                                         | mp3       | Tunyogi Péter                                          | koncertfelvétel                                                                                   |
| 2010. április 2-6.                   | 2010. február 13. Josephina                                     | mp3       | Baranyi László                                         | az új felállás első koncertjének felvétele                                                        |
| 2010. karácsony – 2011. újév         | Rockmaraton 2007 DVD                                            | wmv       | Rudán Joe                                              | koncertvideó, Pécs                                                                                |
| 2010. karácsony – 2011. újév         | 30 éve örökmozgó 1980-2010                                      | mp3       | Tunyogi Péter Rudán Joe Baranyi László                 | Sárvári Vilmossal készült felvételek, P. Mobil-tagságának jubileuma alkalmából.                   |
| 2011. december 23 – 2012. január 4.  | Mobileum special                                                | mp3+avi   | Baranyi László                                         | A Mobileum+ anyaga, bővítve koncertfelvételekkel és a jubileumi koncertről készült DVD anyagával. |
| 2013.december 23. – 2014.január 5.   | 1980.04.02 Szeged                                               | mp3 + wav | Tunyogi Péter                                          | Szöged hírös város címmel koncertanyag felvétele a Jate Klubból                                   |

## Filmek és videók

### Videókiadványok
| Év   | Cím                                            | Formátum            | Énekes                                                   | Tartalom | Megjegyzés                                                                                 |
| ---- | ---------------------------------------------- | ------------------- | -------------------------------------------------------- | --- | ------------------------------------------------------------------------------------------ |
| 1994 | A legrosszabb koncert                          | VHS / DVD           | Tunyogi Péter Kékesi László                              | koncertfelvétel, 1994, Fradi-pálya | A DVD-kiadás az Örökmozgó lettem 2. bónusza.                                               |
| 2002 | Honfoglalás – koncert                          | VHS + CD / DVD + CD | Tunyogi Péter Kékesi László Sebestyén Márta              | 1995-ös koncertfelvétel, Budapesti Kongresszusi Központ + a Honfoglalás-szvit 1978-as élő, valamint 1995-ös és 1996-os stúdiófelvétele                                                    |                                                                                            |
| 2003 | Fekete Bárányok                                | DVD + CD            | Tunyogi Péter                                            | dokumentumfilm + 1980-as koncertfelvétel, Hajógyári sziget |                                                                                            |
| 2004 | Magyar fal                                     | DVD + 2CD / DVD     | Tunyogi Péter Kékesi László                              | koncert-dokumentumfilm + 1983-as koncertfelvétel, Budai Ifjúsági Park | A koncert DVD és 2 CD változatának műsora eltérő – dupla CD melléklet nélkül is megjelent- |
| 2008 | Kopaszkutya                                    | DVD                 | Tunyogi Péter                                            | 1981-es játékfilm P. Mobil- és Hobo Blues Band-tagokkal – Hobo Blues Band, Omega és P. Mobil dalokkal.                                                                                    | A korábbi VHS-kiadásnál több jelenetet tartalmaz.                                          |
| 2009 | Örökmozgó lettem 1. + Harminc év Rock and Roll | DVD                 | Rudán Joe Vikidál Gyula Schuster Lóránt Deák Bill Gyula  | dokumentumfilm + koncertvideó (Népstadion 1999) | Először a Rockinform P. Mobilról szóló különszámának 1. DVD mellékleteként jelent meg.     |
| 2009 | Örökmozgó lettem 2. + A legrosszabb koncert    | DVD                 | Tunyogi Péter Kékesi László                              | dokumentumfilm + koncertvideó (Fradi-pálya 1994) | Először a Rockinform P. Mobilról szóló különszámának 2. DVD mellékleteként jelent meg.     |
| 2009 | Mobileum koncert                               | DVD                 | Baranyi László                                           | 40 éves jubileumi koncert, Budapest, Bozsik Stadion – 2009. augusztus 8. |                                                                                            |
| 2009 | 4 rocktenor koncert                            | DVD                 | Tunyogi Péter Vikidál Gyula Varga Miklós Deák Bill Gyula | Budapest, Petőfi Csarnok – 1995. május |                                                                                            |
| 2016 | Élve vagy halva                                | 2 DVD               | Vikidál Gyula Tunyogi Péter Rudán Joe Baranyi László     | Koncertfelvételek, melyeket a rajongók készítettek az együttes fennállása alatt. Melléklet: 100 oldalas "Móóóóbil!" könyv.                                                                |                                                                                            |
| 2016 | Égi zenekar                                    | DVD                 | Baranyi László                                           | A 2012. szeptember 30-án megtartott Égi Zenekar Fesztivál felvétele. |                                                                                            |
| 2017 | P. Mobil, Mini – Volt Egyszer Egy Ifipark      | DVD                 | Baranyi László                                           | A 2017. augusztus 12.-ei, a Várkert Bazárban adott koncert felvétele. |                                                                                            |
| 2020 | Honfoglalás határok nélkül                     | DVD                 | Baranyi László, Tunyogi Péter                            | A 2016 augusztusi Budapest Park koncert anyagának nagy része, kiegészítve a Honfoglalás 1983-as és 1995-ös koncert verziójával,valamint az utóbbi verzió készítését bemutató werkfilmmel. |                                                                                            |

### További filmek
| Cím                                                   | Énekes        | Tartalom |
| ----------------------------------------------------- | ------------- | --- |
| Egy nap rock                                          | Tunyogi Péter | Koncert-dokumentumfilm az 1981-ben a Hajógyári-szigeten rendezett fesztiválról, két dallal szerepel a P. Mobil. |
| Honfoglalás – werkfilm                                |               | A nagyzenekari változat létrejötte.                                                                             |
| A zöld, a bíbor és a fekete – Bencsik Sándor emlékére |               | dokumentumfilm                                                                                                  |
| A P. Mobil Erdélyben                                  |               | Útifilm az 1998-as turnéról.                                                                                    |

### Újra kiadott videók
| Év   | Cím                    | Formátum | Énekes                      | Tartalom                                                                      |
| ---- | ---------------------- | -------- | --------------------------- | ----------------------------------------------------------------------------- |
| 2009 | Fekete bárányok        | DVD      | Tunyogi Péter               | dokumentumfilm vágatlan interjúkkal                                           |
| 2009 | Magyar fal             | DVD      | Tunyogi Péter Kékesi László | koncert-dokumentumfilm + 1983-as koncertfelvétel, Budai Ifjúsági Park         |
| 2019 | P.Mobil a Fradi pályán | DVD      | Tunyogi Péter Kékesi László | Az 1994-es koncert teljes anyaga, kiegészítve a főpróbán készült werkfilmmel. |

### Videóklipek
| Év   | Cím                            | Énekes                                                   | Megjegyzés                                         |
| ---- | ------------------------------ | -------------------------------------------------------- | -------------------------------------------------- |
|      | Forma-I.                       | Vikidál Gyula                                            | Az MTV egy adás után letörölte a felvételt.        |
| 1978 | Kétforintos dal                | Vikidál Gyula                                            | Az Egymillió Fontos Hangjegy műsorban mutatták be. |
| 1978 | Menj tovább                    | Vikidál Gyula                                            | Az Egymillió Fontos Hangjegy műsorban mutatták be. |
| 1981 | Mobilizmo                      | Tunyogi Péter                                            |                                                    |
| 1983 | Heavy Medál                    | Tunyogi Péter                                            |                                                    |
| 1994 | Ha újra kezdeném               | Tunyogi Péter                                            |                                                    |
| 1994 | Az utolsó rock'n roll          | Tunyogi Péter                                            |                                                    |
| 1994 | Dugjatok a 220-ba              | Tunyogi Péter                                            |                                                    |
| 1995 | Csillag leszel                 | Tunyogi Péter                                            |                                                    |
| 1995 | A zöld, a bíbor és a fekete    | Tunyogi Péter Vikidál Gyula Deák Bill Gyula Varga Miklós |                                                    |
| 1996 | Forma-I.                       | Tunyogi Péter                                            |                                                    |
| 1998 | Transsylvania                  | Rudán Joe                                                |                                                    |
| 1998 | Babba Mária                    | Rudán Joe                                                |                                                    |
| 2015 | Farkasok völgye Kárpát-medence | Baranyi László                                           |                                                    |
| 2018 | Nélküled                       | Baranyi László                                           |                                                    |
| 2020 | Nélküled                       | Baranyi László                                           |                                                    |
| 2021 | Kell a pénz lóvéra             | Baranyi László                                           |                                                    |
| 2021 | Nagyon nagy a baj              | Baranyi László                                           |                                                    |